# Palicorum Lacus
Palicorum Lacus (en grec antic  ἡ τῶν Παλίκων λίμνη 'é ton Palikôn limnê') era un petit llac volcànic de Sicília proper a la moderna Palagonia (poc més de 20 km a l'oest de Leontins). Era conegut i famós pels dos dolls de gas de procedència volcànica que sortien de sota l'aigua i provocaven una ebullició violenta, i de vegades llençaven aigua a considerable alçada. Per això era un lloc sagrat dels indígenes consagrat a les divinitats anomenades Palici, i a la zona hi havia un temple que tenia el privilegi de concedir asil als esclaus fugitius. També s'hi anava per resoldre controvèrsies fetes sota jurament. Un jurament fet per les fonts sagrades tenia molta més importància que un jurament normal, i es podia castigar la seva violació amb la mort immediata.
El 453 aC el rei sícul Ducetius va fundar a la vora del llac la ciutat de Palica (Palike) on va traslladar als habitants de Menaenum i altres viles properes. A la mort del rei la ciutat va ser destruïda i ja no es va reconstruir.
L'any 102 aC els esclaus fugitius revoltats a la Segona Guerra Servil volien arribar a aquest lloc i el seu cap Salvi Trifó va fer esplèndides ofrenes al santuari de Palici.
De les descripcions que en fa Diodor de Sicília i altres escriptors, es dedueix que és el modern Lago di Naftia. A la vora hi ha la ciutat de Palagonia (que no ocupa el lloc de l'antiga Palica) que es troba en un turó a certa distància del llac.